# 阿让唐
阿让唐（法語：Argentan，法語：[aʁʒɑ̃tɑ̃] ⓘ），法国西北部城市，诺曼底大区奥恩省的一个市镇，同时也是该省的一个副省会，下辖阿让唐区，其市镇面积为18.18平方公里，2022年1月1日时人口数量为13,494人，是该省人口第三多的市镇，在设有法国城市中排名第703位。
阿让唐位于奥恩省中部，奥恩河畔，历史上因阿让唐花边而闻名，现代是一个区域性的中心城市，与省会阿朗松组成了“阿朗松-阿让唐城市圈”。阿让唐也是一个区域性的交通枢纽，两条铁路线在此交汇。

## 地名来源
“阿让唐”一名来源于其拉丁语写法，其中和现代法语中的“钱币”（法語：Argent）同源，而后缀意为“集市”，故这一名称与当地历史上的商业贸易活动有关。法国中部城市阿让通的名称来源与之相同。

## 历史

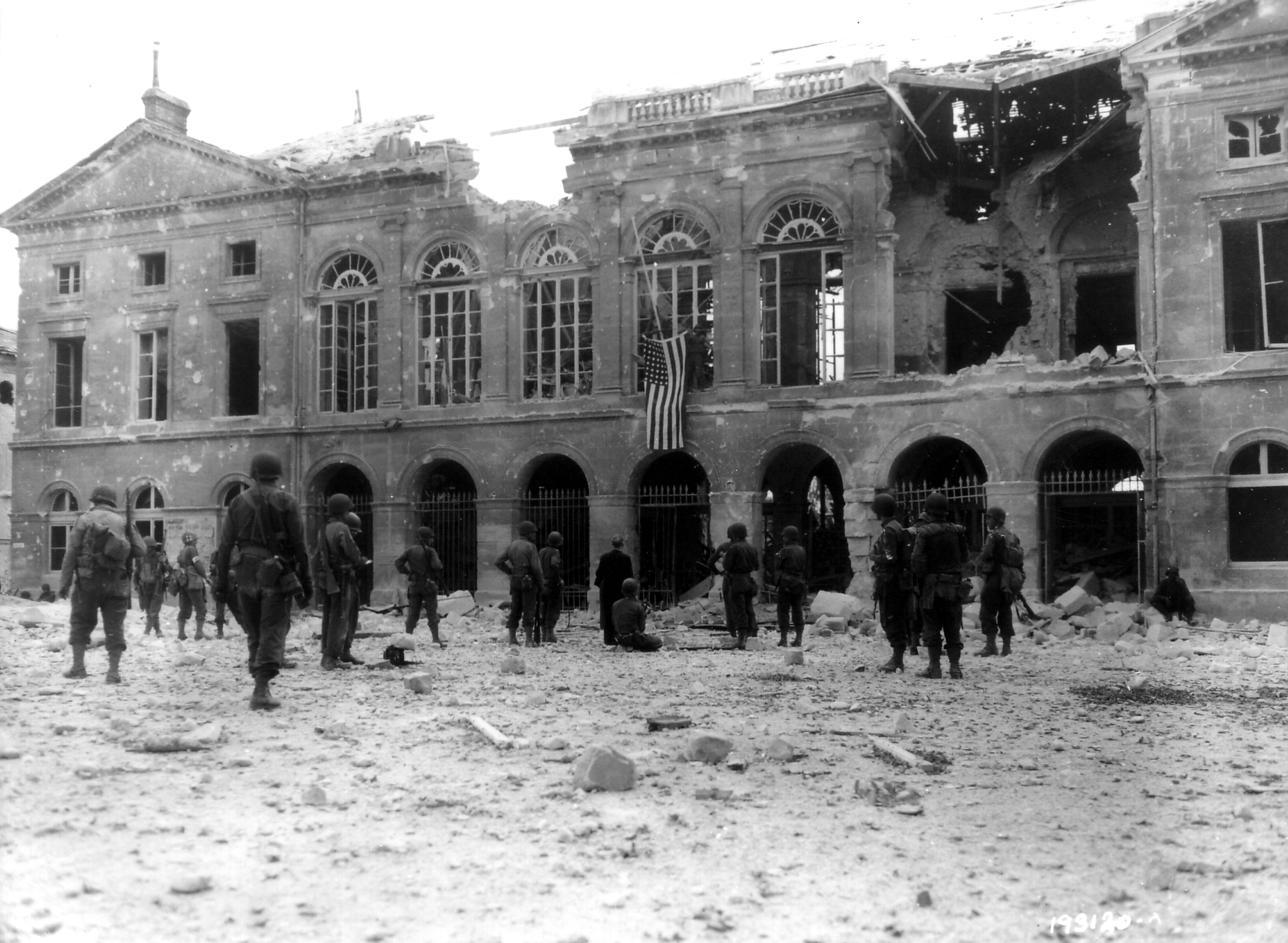
诺曼底登陆中被损毁的阿让唐市政厅

阿让唐历史悠久，早在高卢-罗马时期就已形成集镇，中世纪初成为耶穆瓦伯国的商业中心。维京人入侵诺曼底时对阿让唐进行了大规模的破坏。1094年，腓力一世收复阿让唐。在英法百年战争期间（1417年至1449年），阿让唐再次被英格兰军队攻占，直到埃姆围城战（siège d'Exmes）后，法兰西军队才重新控制这一地区。宗教战争期间，阿让唐统治者弗朗索瓦·鲁塞尔德梅达维（François Rouxel de Médavi）支持天主教徒，并在圣巴多罗买大屠杀中拒绝保护新教徒，但后者于1573年再次入住阿让唐。1598年，随着阿让唐人口的增加，当地的部分城墙被拆除，并出现了城郊居民区（Faubourg）。法国大革命后，阿让唐成为奥恩省的一个副省会。工业革命期间，当地因花边工艺而闻名，此外两条铁路在阿让唐交汇，使得阿让唐成为一个区域性的交通枢纽。诺曼底登陆期间，阿让唐受到严重破坏，多处建筑被毁。二战后，阿让唐获得由法国政府颁布的第二次世界大战十字勋章。

## 地理
阿让唐位于法国西北部，诺曼底大区南部偏西和奥恩省中北部，距离省会阿朗松大约42公里。本初子午线从市区东部穿过，当地建有纪念碑。与阿让唐接壤的市镇包括：塞维尼、奥恩河畔瑞维尼、奥恩河畔穆兰、赛镇、布瓦尚普雷、萨尔索、欧日地区古费恩。

### 地形

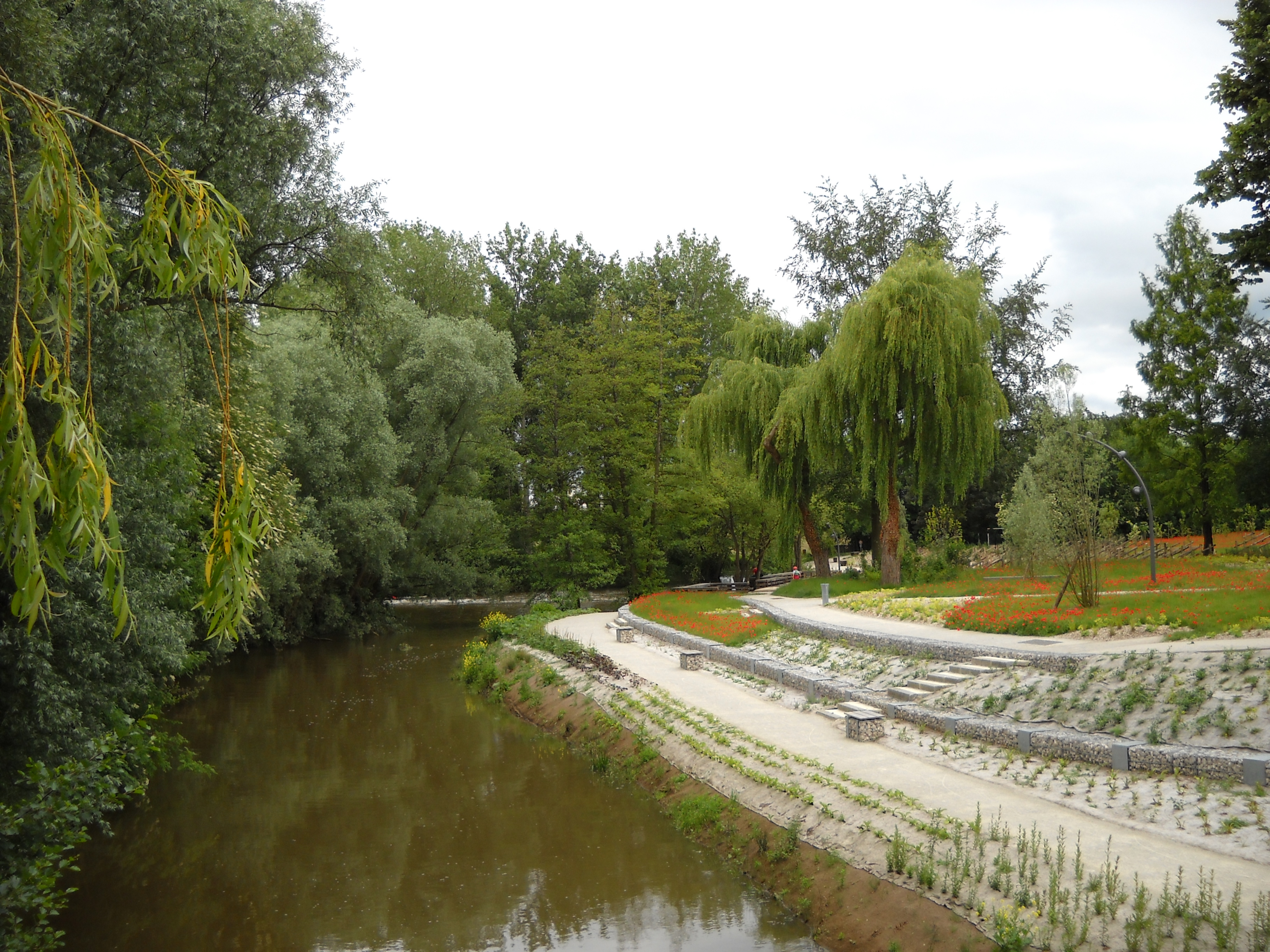
奥恩河阿让唐段

阿让唐位于诺曼底丘陵南部，境内地势相对平坦，其附近区域被称为“阿让唐平原”，市区自南向北略有抬升，全境海拔在152到228米之间。

### 水文
奥恩河自东南向西北流经市区南部，部分河段呈辫状水系，该河独立入海。

### 植被
阿让唐属于温带落叶林区，奥恩河沿岸有大片城市绿地。

### 气候
阿让唐在柯本气候分类法中属于温带海洋性气候，年温差较小，降水分布均匀。
阿让唐境内设有气象站，以下为该气象站的数据（其中日照数据取自阿朗松）：
| 阿让唐1981年－2019年 | 阿让唐1981年－2019年 | 阿让唐1981年－2019年 | 阿让唐1981年－2019年 | 阿让唐1981年－2019年 | 阿让唐1981年－2019年 | 阿让唐1981年－2019年 | 阿让唐1981年－2019年 | 阿让唐1981年－2019年 | 阿让唐1981年－2019年 | 阿让唐1981年－2019年 | 阿让唐1981年－2019年 | 阿让唐1981年－2019年 | 阿让唐1981年－2019年 |
| 月份                 | 1月                  | 2月                  | 3月                  | 4月                  | 5月                  | 6月                  | 7月                  | 8月                  | 9月                  | 10月                 | 11月                 | 12月                 | 全年                 |
| -------------------- | -------------------- | -------------------- | -------------------- | -------------------- | -------------------- | -------------------- | -------------------- | -------------------- | -------------------- | -------------------- | -------------------- | -------------------- | -------------------- |
| 历史最高温 °C（°F）  | 15.7 (60.3)          | 19.2 (66.6)          | 23.4 (74.1)          | 27 (81)              | 30 (86)              | 35.4 (95.7)          | 36.2 (97.2)          | 38.3 (100.9)         | 33.1 (91.6)          | 28.1 (82.6)          | 21.1 (70.0)          | 15.8 (60.4)          | 38.3 (100.9)         |
| 平均高温 °C（°F）    | 7.1 (44.8)           | 8.7 (47.7)           | 11.6 (52.9)          | 14.7 (58.5)          | 18.3 (64.9)          | 22 (72)              | 24.1 (75.4)          | 24 (75)              | 20.4 (68.7)          | 16.1 (61.0)          | 10.8 (51.4)          | 7.1 (44.8)           | 15.4 (59.7)          |
| 日均气温 °C（°F）    | 4.3 (39.7)           | 5.3 (41.5)           | 7.2 (45.0)           | 9.5 (49.1)           | 13 (55)              | 16 (61)              | 18.1 (64.6)          | 18.1 (64.6)          | 14.9 (58.8)          | 11.9 (53.4)          | 7.6 (45.7)           | 4.3 (39.7)           | 10.9 (51.6)          |
| 平均低温 °C（°F）    | 1.5 (34.7)           | 1.9 (35.4)           | 2.9 (37.2)           | 4.2 (39.6)           | 7.6 (45.7)           | 10 (50)              | 12 (54)              | 12.2 (54.0)          | 9.4 (48.9)           | 7.8 (46.0)           | 4.4 (39.9)           | 1.4 (34.5)           | 6.3 (43.3)           |
| 历史最低温 °C（°F）  | −14.7 (5.5)          | −12.9 (8.8)          | −9.2 (15.4)          | −6.6 (20.1)          | −2.8 (27.0)          | 0.1 (32.2)           | 2.7 (36.9)           | 2.2 (36.0)           | 0 (32)               | −6.9 (19.6)          | −7.7 (18.1)          | −13 (9)              | −14.7 (5.5)          |
| 平均降水量 mm（）    | 61 (2.4)             | 52.8 (2.08)          | 52.7 (2.07)          | 47.7 (1.88)          | 61 (2.4)             | 44.3 (1.74)          | 57.1 (2.25)          | 52 (2.0)             | 54.7 (2.15)          | 69.2 (2.72)          | 70.3 (2.77)          | 71.9 (2.83)          | 694.7 (27.35)        |
| 月均日照時數         | 62                   | 85                   | 131.4                | 163.4                | 190.3                | 217.7                | 215                  | 212.4                | 168.2                | 113.6                | 70.5                 | 60.4                 | 1,689.9              |
| 来源：infoclimat.fr  |                      |                      |                      |                      |                      |                      |                      |                      |                      |                      |                      |                      |                      |

## 行政区划
阿让唐是法国诺曼底大区奥恩省的一个市镇，编号为61006，它也是奥恩省的一个副省会。阿让唐下辖阿让唐区，管理阿让唐第一县和第二县，同时也是阿让唐市镇公共社区的办公驻地。
法国国家统计与经济研究所（简称）在进行数据统计时，将阿让唐及相邻的另外3个市镇设为阿让唐城市核心区，并将包括核心区在内的周边共23个市镇划为阿让唐城市区。同时，还将阿让唐市镇分为了9个“块区”（IRIS），以便于统计人口分布情况。

## 交通

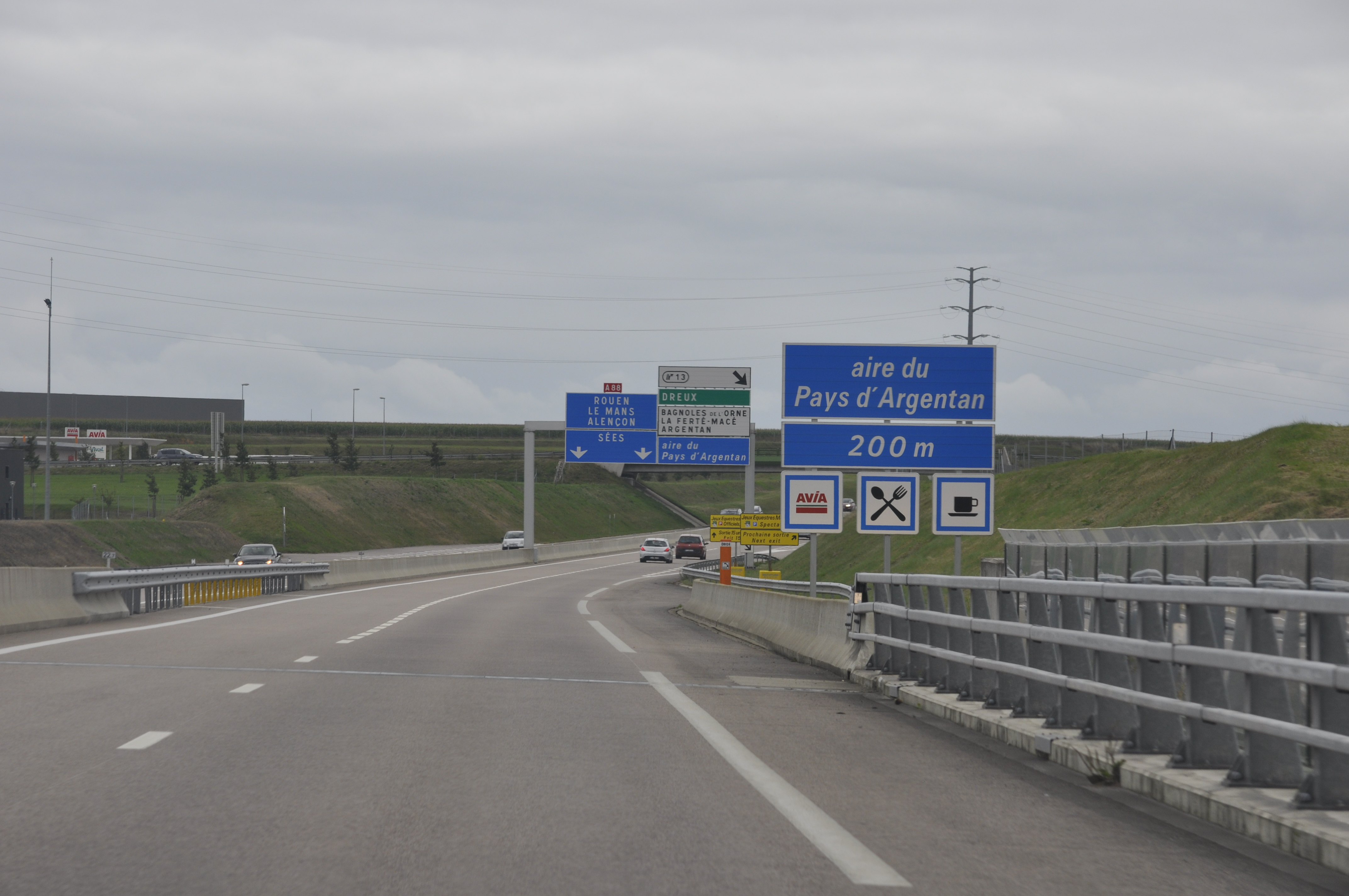
A88高速公路13号出入口

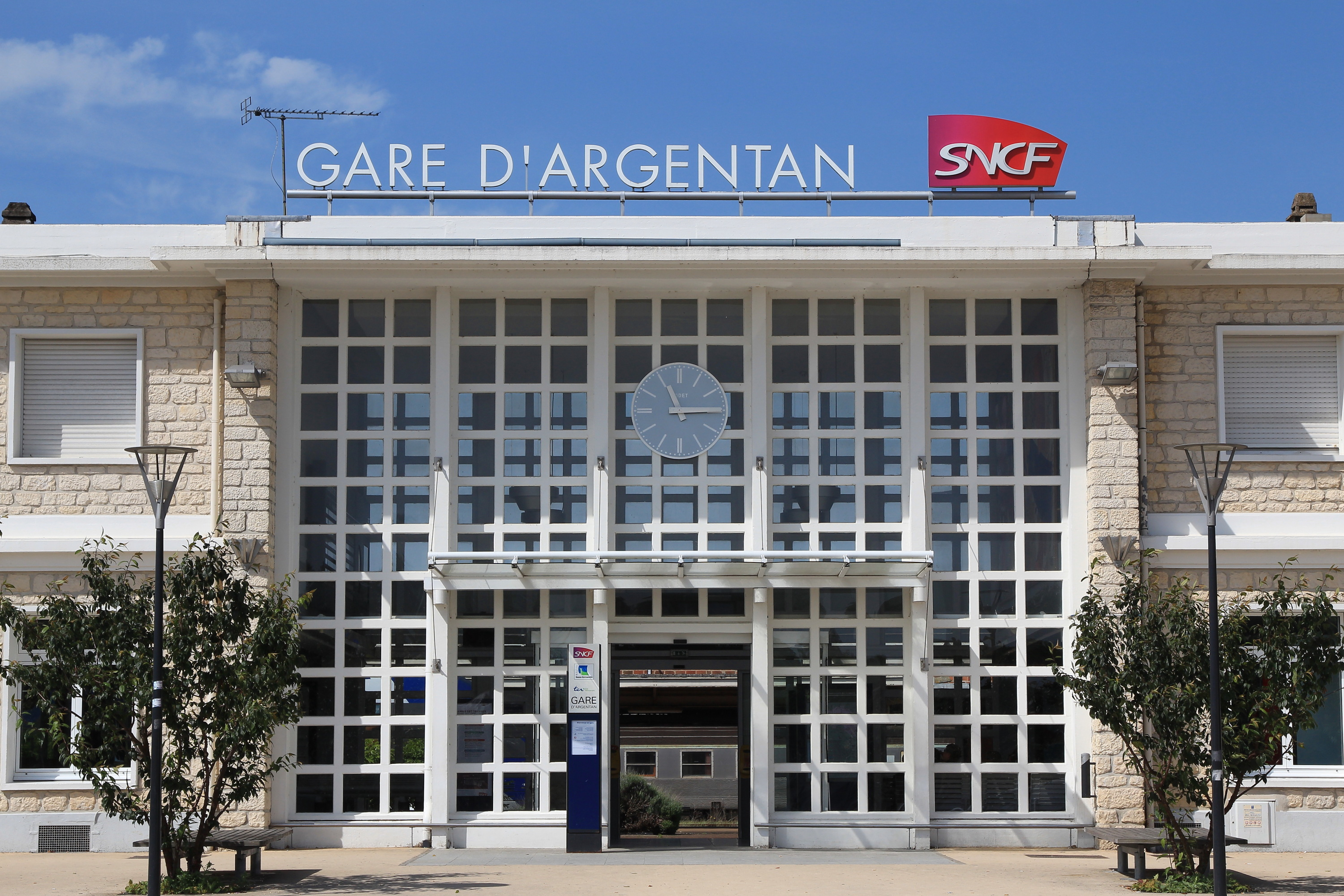
阿让唐火车站

### 公路
法国A88高速公路的13号出入口可连接阿让唐市区，此外多条奥恩省省道在阿让唐境内交汇，有校车线路可前往弗莱尔、法莱斯及周边部分市镇。
2016年，64.5%的阿让唐家庭拥有至少一辆的私人汽车。2016年，阿让唐境内共发生各类交通事故15起，造成17人受伤。

### 铁路
阿让唐位于勒芒－梅济东铁路和阿让唐－格朗维尔铁路的交汇处，是一个区域性的铁路枢纽，阿让唐站位于市区西南部，每天开行或停靠前往卡昂、巴黎、勒芒、格朗维尔等地的区域列车。

### 航空
距离阿让唐最近的民用航空站位于卡昂，距离阿让唐市中心的公路里程约72公里。

### 城市公共交通
阿让唐城市公共交通（商业名称为）是当地的城市公共交通系统，由4条小巴线路组成，路网覆盖了市区内的主要街道。

## 政治

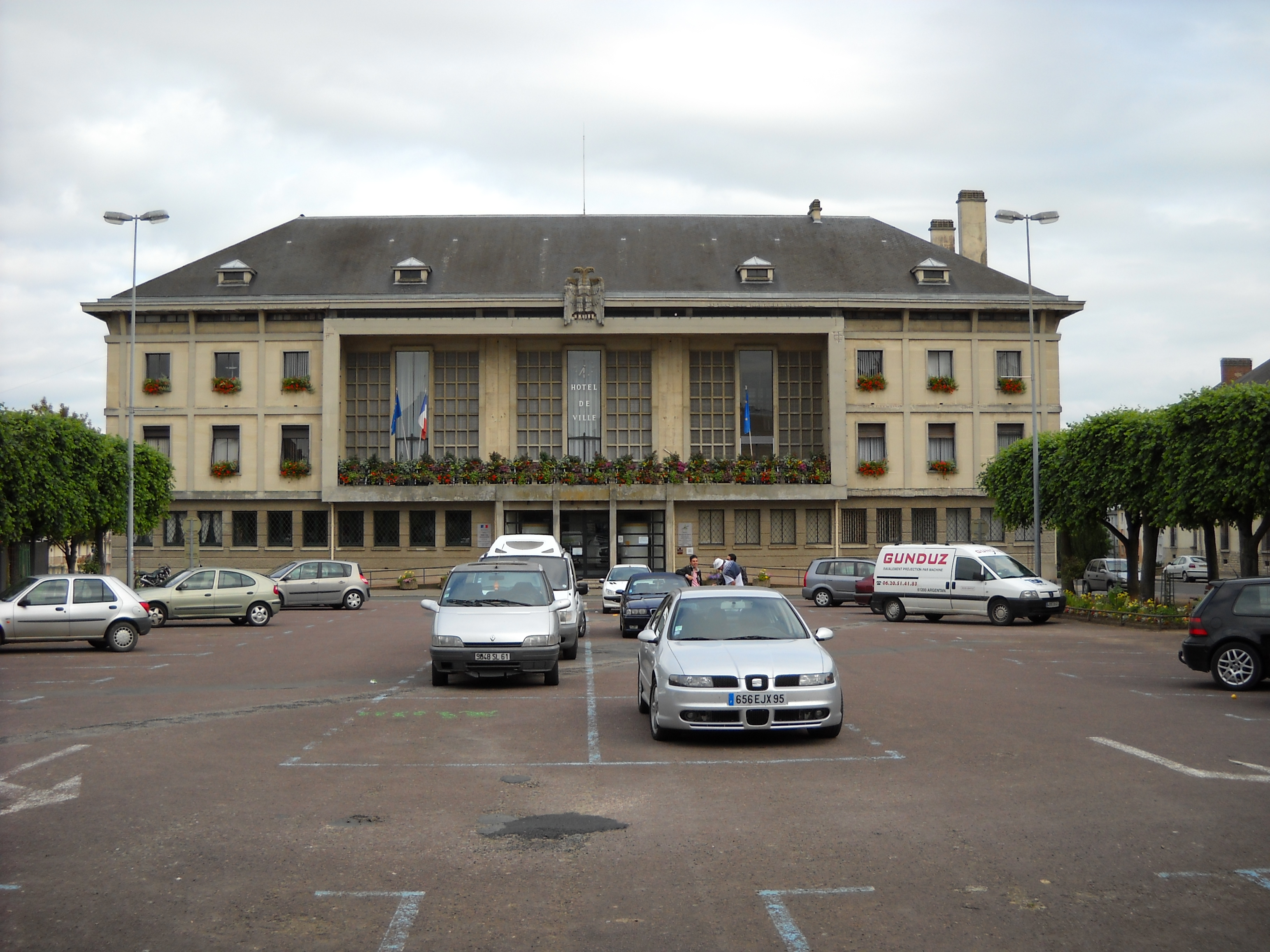
阿让唐市政厅

阿让唐的现任市长为弗雷德里克·莱韦耶先生（Frédéric Léveillé），他是社会党的一名成员，自2019年起担任，他在2020年的市政选举中获得了43.4%的支持率。
在2017年的法国总统大选中，法国第25任总统埃马纽埃尔·马克龙在阿让唐获得了64.91%的支持率。
| 阿让唐历届市长 |                    |                                            |
| 任期           | 市长               | 党派                                       |
| 1944年－1947年 | 弗拉迪米尔·马泰尔  | PCF法国共产党                              |
| 1947年－1951年 | 欧仁·德尼          | 不详                                       |
| 1951年－1953年 | 居伊·德韦尔        | 不详                                       |
| 1953年－1961年 | 约瑟夫-皮埃尔·奎诺 | RPF法国人民联盟 CNIP全国独立人士与农民中心 |
| 1961年－1965年 | 安德烈·帕尔莱阿尼  | DVD右翼无党派人士                          |
| 1965年－1989年 | 让·德维马尔·迪布谢 | RI独立激进党 RPR保衛共和聯盟               |
| 1989年－2001年 | 弗朗索瓦·杜班      | PRG左派激進黨                              |
| 2001年－2019年 | 皮埃尔·帕维        | PS社会党                                   |
| 2019年－       | 弗雷德里克·莱韦耶  | PS社会党                                   |

## 人口
2017年，阿让唐市镇人口数量为13,823，在法国排名第703位。其中男性6,730人，女性7,136人，75岁及以上人口占10.1%，外籍人口数量为596人，人口密度为760人/平方公里，当地居民被称为（男性）或（女性）。2018年，阿让唐境内出生105人，死亡人口164人。
| 年份   | 1936  | 1946  | 1954  | 1962   | 1968   | 1975   | 1982   | 1990   | 1999   | 2006   | 2011   | 2016   | 2017   |
| ------ | ----- | ----- | ----- | ------ | ------ | ------ | ------ | ------ | ------ | ------ | ------ | ------ | ------ |
| 人口數 | 7,204 | 6,711 | 8,339 | 12,757 | 14,558 | 16,774 | 17,327 | 16,413 | 16,596 | 14,900 | 14,315 | 13,866 | 13,823 |

## 经济
阿让唐是一个区域性的中心城市，当地共有各类用人单位1,344家，平均历史为18年，行政、医疗、农产品及社会服务是当地的主要就业岗位类型。

## 财政收入
2018年，阿让唐的财政收入总额为18,317,700欧元，财政支出总额为16,771,900欧元，当年的债务总额为9,167,160欧元。
2014年，阿让唐的人均收入总额为2,305欧元，其中高职人员为3,743欧元，普通职员为1,691欧元。
2016年，阿让唐境内的青壮年（15至64岁）失业率为22.4%，当地33%的家庭拥有纳税资格。

## 社会事务

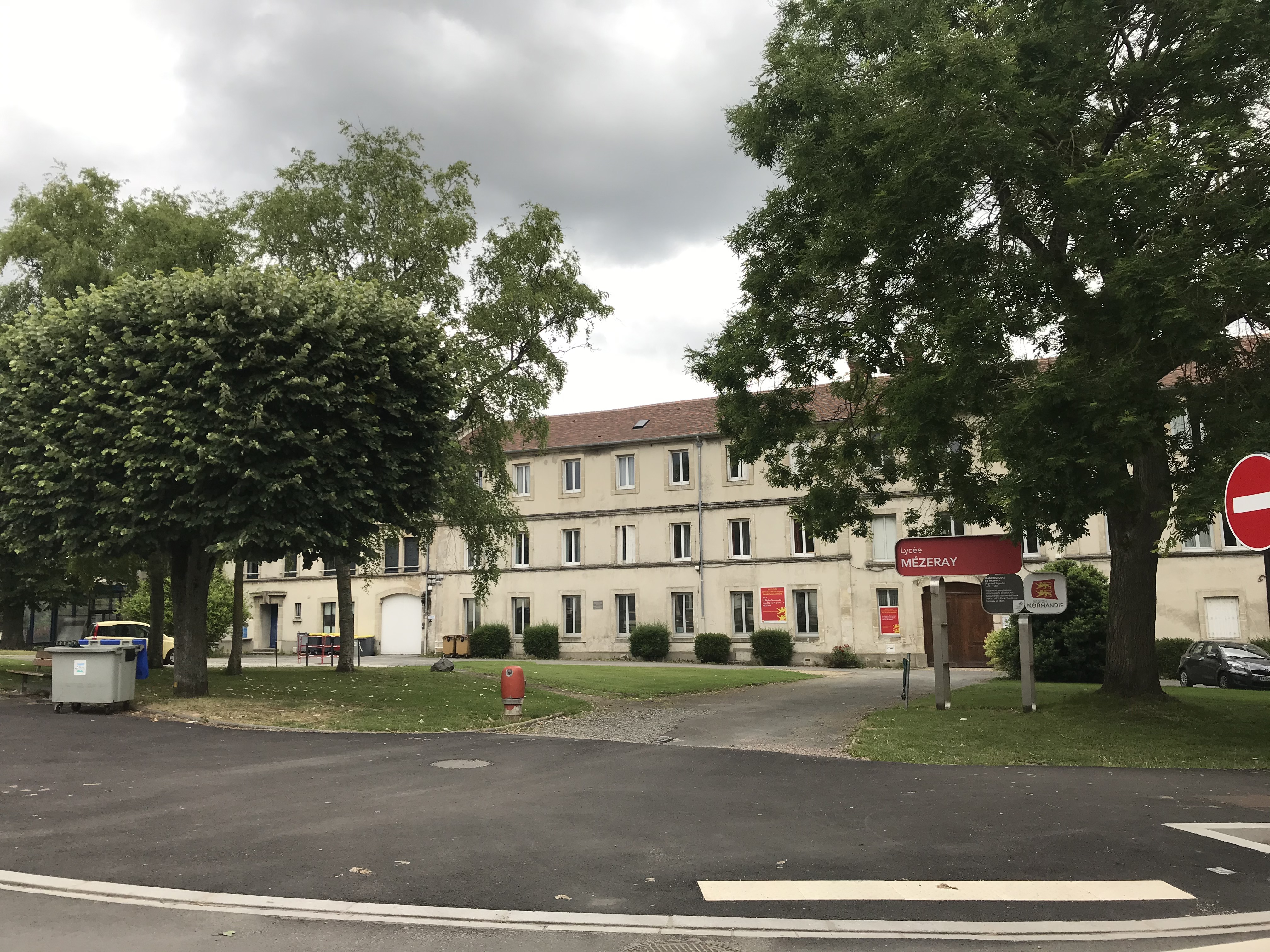
阿让唐的一处高级中学

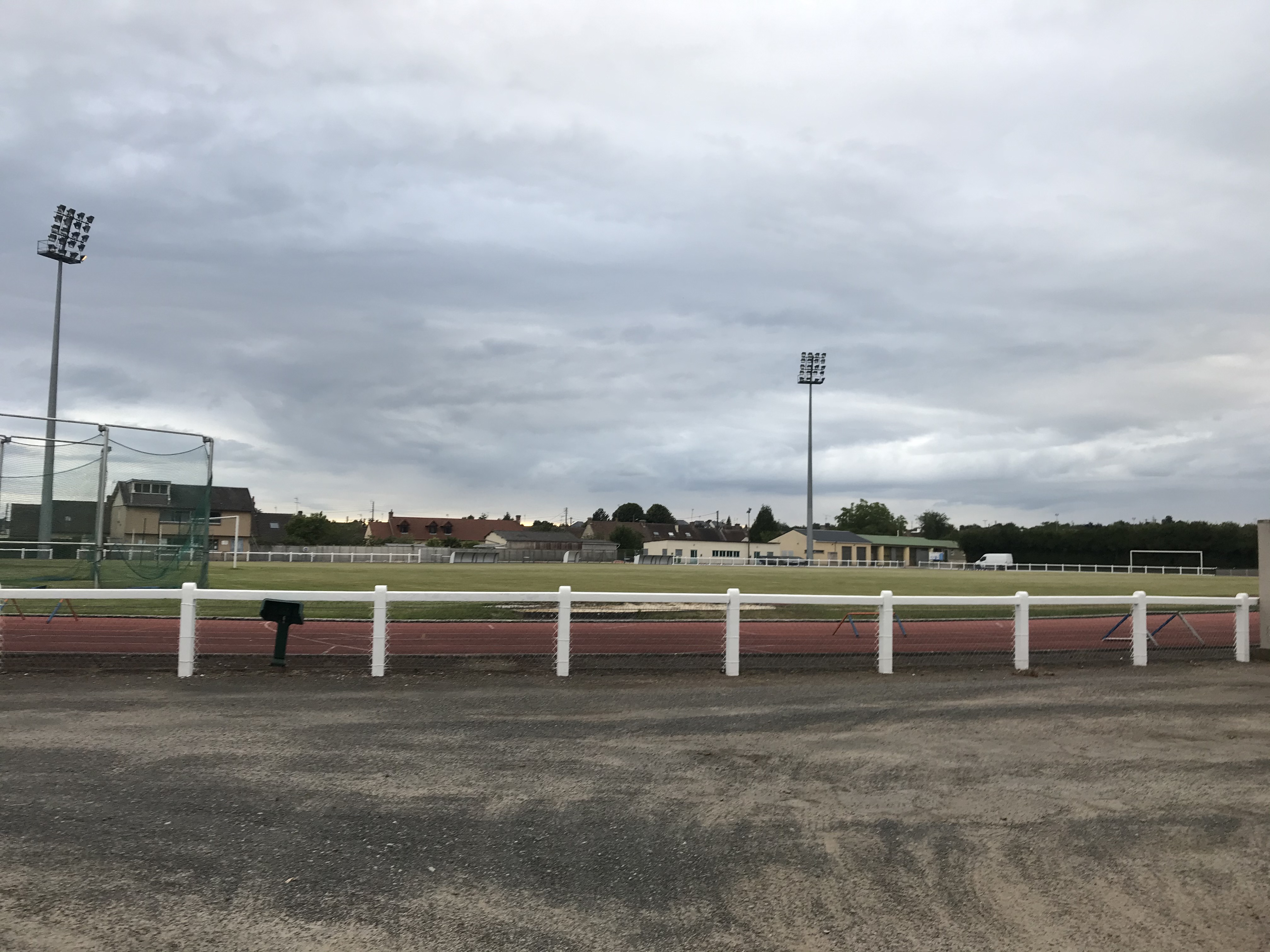
阿让唐体育场

### 教育
阿让唐属于卡昂学区。截止2018年1月1日，阿让唐境内共有8所小学、3所初级中学、2所普通高中和2所职业高中。2018至2019学年度，阿让唐境内共有在校中小学生2,073名。

### 医疗
截止2018年1月1日，阿让唐境内共有全科医生17名、保健师7名、牙医15名、护士20名、耳科医生1名、眼科医生2名、皮肤科医生2名、助产士2名和妇科医生2名。境内共有药房8家，养老院4家，残疾人帮扶中心3家。
阿让唐中心医院（Centre Hospitalier d'Argentan）位于阿让唐市区，设有床位305个，是当地规模最大的公立综合性医院，同时还下设一个老年人服务中心。

### 住房
2016年，阿让唐境内共有各类住房7,771套，其中86.3%为常住房屋。集中式居民区主要分布在市区西北部和东部。

### 商业
2017年，阿让唐境内共有各类商铺691家，其中餐饮服务类319家。市区西北部建有大型开放式商业街区。

### 体育
2018年，阿让唐境内共有1家游泳池、8间健身房、1座综合体育场、9处网球场、2处足球或橄榄球场以及6处篮球或排球场。
阿让唐足球俱乐部是当地的一支足球队，成立于1991年，2020至2021赛季参加区域性的足球联赛。

### 环境
阿让唐的环境事务由其所属的公共社区负责。2017年，阿让唐境内共有3家污染企业。

### 治安
2014年，阿让唐及附近地区共发生各类案件1,335起，其中盗窃类案件734起，经济类案件108起，毒品交易类案件51起。

## 文化

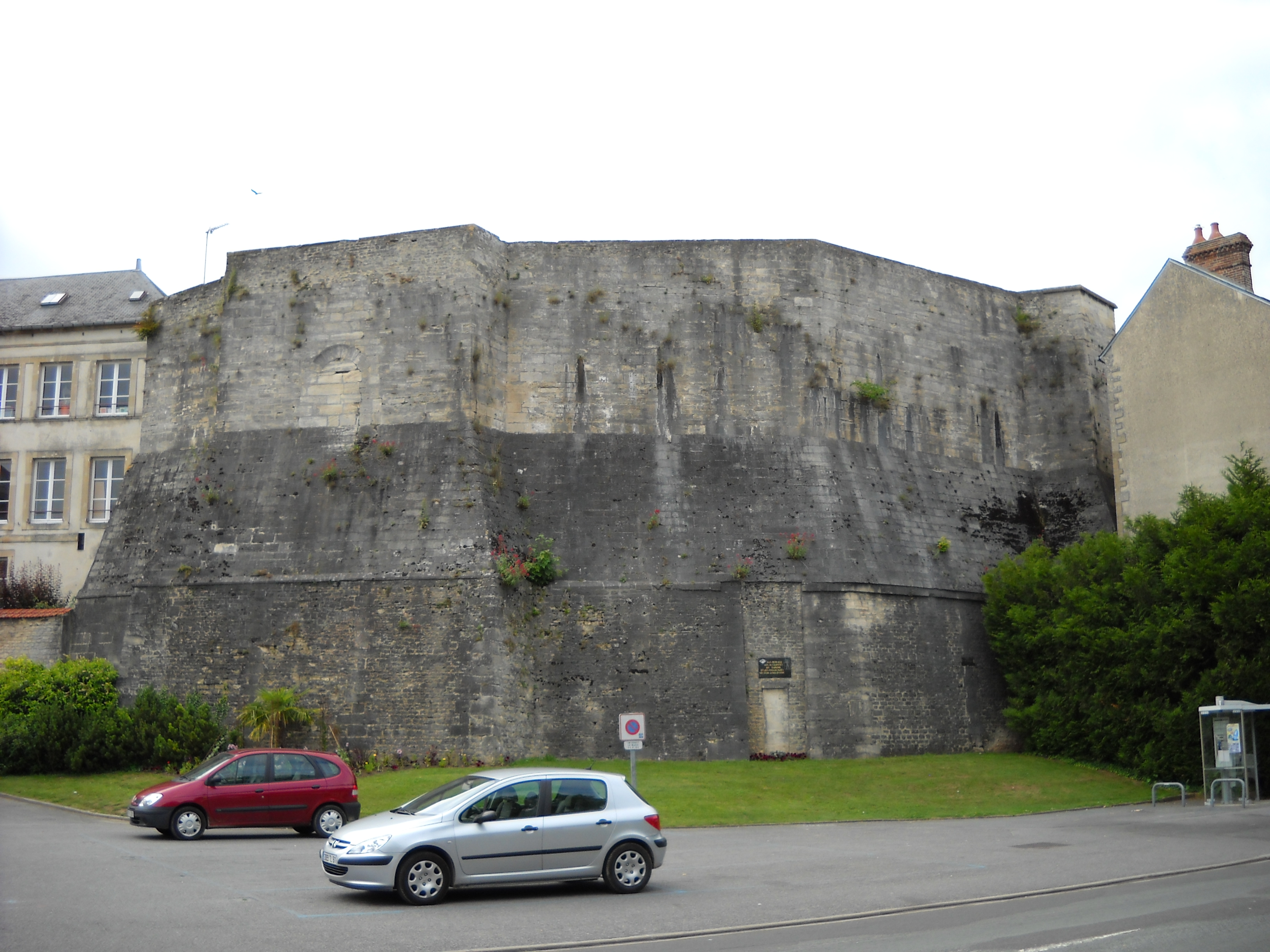
阿让唐碉楼

2018年，阿让唐境内共有1个电影院和1个音乐厅。阿让唐市政府提供多媒体中心，向公众全年开放。

### 建筑
阿让唐境内有多处法国国家文物保护单位，其中阿让唐碉楼、阿让唐伯爵城堡、玛格丽特塔等为当地的代表性建筑物。

### 旅游
2020年，阿让唐境内共有4个宾馆共计118间房间，另有1个露营地，可容纳共23辆露营车。

### 媒体
法国主要的媒体均可在阿让唐接收，法国电视三台下属的诺曼底大区频道在部分时段播出阿让唐所属区域的地方新闻。

## 相关人物
法国画家费尔南·莱热和安德烈·马尔均出生于阿让唐，以其命名的博物馆于2019年7月建成并向公众开放。

## 友好城市
截至2020年6月，阿让唐共与3座城市互为友好城市关系：
- 英格兰 泰晤士河畔阿賓頓
- 德国 富尔达河畔罗滕堡
- 匈牙利 包姚